# Gabelbaum

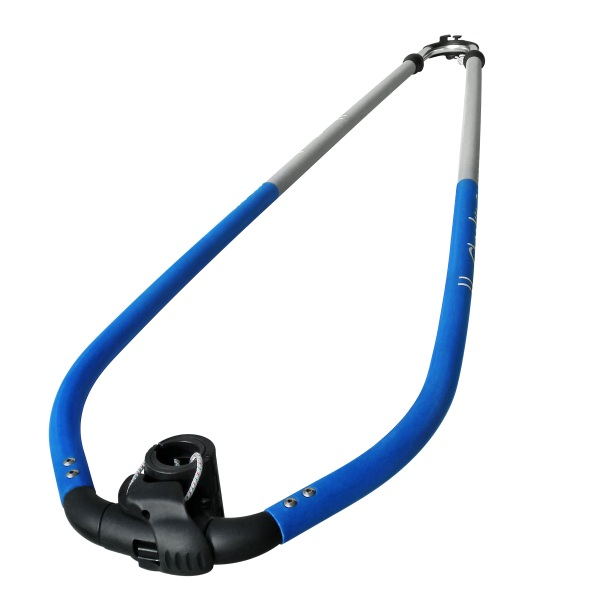
Moderner Aluminium-Gabelbaum mit Schnellverschluss

Der Gabelbaum ist der Bestandteil des Riggs beim Windsurfen, der per Schnellverschluss zwischen Schulter- und Brusthöhe am Mast befestigt wird. Er besteht aus zwei symmetrischen Holmen, die einander an beiden Enden zulaufen. Das Endstück ist dabei längenverstellbar und arretierbar, um den Gabelbaum zu möglichst vielen unterschiedlichen Segelgrößen kompatibel zu machen.
Der Gabelbaum erfüllt im Rigg zwei verschiedene Zwecke:
- das Segel aufspannen. Man spricht von der so genannten Achterliek-Spannung
- dem Windsurfer die Steuerung seines Windsurf-Equipments ermöglichen, denn er greift den Gabelbaum und kann durch das so genannte Dichtholen, also das Anwinkeln der hinteren Gabelbaum-Hand, den Winddruck im Segel steuern und dadurch seine Geschwindigkeit regulieren.

Wie bei allen Rigg-Komponenten spielt auch beim Gabelbaum das Gewicht des Materials eine große Rolle, denn je schwerer die Ausrüstung, desto schwerfälliger gleitet das Surfboard an. Es gilt, den für den Windsurfer optimalen Kompromiss aus hoher Steifigkeit, hoher Haltbarkeit, geringem Gewicht und einem angemessenen Preis zu finden. Einsteiger-Gabelbäume bestehen heutzutage aus Aluminium. Der Windsurfer profitiert dabei von relativ günstigen Preisen, muss dafür jedoch ein vergleichsweise großes Gewicht und ebenfalls ein gewisses Maß an Korrosion in Kauf nehmen, was die Leichtgängigkeit des Längenverstellsystems beeinträchtigen und in Extremfällen auch zu Instabilitäten führen kann. Weniger korrosionsanfällig, dafür jedoch auch weniger steif sind die herkömmlichen Aluminiumsorten, sehr steif aber dafür stärker korrosionsanfällig ist die Aluminium-Legierung Ergal. Ein Qualitätsunterschied bei Aluminium-Gabeln besteht darüber hinaus in der Bauweise: Bei der Monocoque-Bauweise werden das Kopfstück und Holme aus einem Stück gefertigt, was eine größere Steifigkeit und eine höhere Bruch- und Rissfestigkeit garantieren soll, da es keine Sollbruchstellen und weniger Angriffsflächen für Korrosion oder Salzwasser gibt. Kritiker halten jedoch dagegen, dass die Monocoque-Bauweise eine stärkere Biegung der Holme erforderlich mache. Aus diesem Grund komme häufig ein weicheres Aluminium zum Einsatz, das sich leichter biegen lässt, worunter die Stabilität leiden könne. Als Alternative können die Holme auch an das Kopfstück geschraubt, genietet oder geklebt werden. Der Vorzug eines geschraubten Gabelbaums besteht darin, dass man ihn zur Vereinfachung des Transports zerlegen kann.
Ein steiferes, leichteres und absolut korrosionsbeständiges Material ist Carbon. Aufgrund dieser Eigenschaften kommt es bei höherwertigen Gabelbäumen häufig zum Einsatz. Gabelbäume mit Aluminium-Frontstück und Carbon-Endstück sind Kompromisslösungen, die auch als Hybrid-Bauweise bezeichnet werden. Gabelbäume mit Carbon-Front- und Endstück hingegen sind die momentan hochwertigsten und am besten geeignetsten Gabelbäume am Markt, die häufig auch mit der Bezeichnung „C100“ (für 100 % Carbon) versehen sind. Dieser Prozentwert bezieht sich jedoch lediglich auf das Grundgestell: Der Belag der Grifffläche besteht aus EVA, und der Schnellverschluss zum Anclippen des Gabelbaums an den Mast sowie die Vorrichtungen zum Trimmen bestehen größtenteils aus Plastik.
Ein bedeutendes Unterscheidungsmerkmal bei Gabelbäumen ist auch der Holmdurchmesser, der Auswirkungen auf das Handling des Riggs und auf die Steifigkeit des Booms hat. Wurden vor einigen Jahren noch aus Stabilitätsgründen hauptsächlich Gabelbäume mit 32 mm Holmdurchmesser hergestellt, ist man heute in der Lage, mit 29 mm eine ähnliche Qualität zu erreichen. Durch diese Reduzierung ist der Gabelbaum-Holm einfacher zu greifen und liegt besser in der Hand. In Zusammenhang mit dickeren Wandstärken der Holme und verkleinertem Längenverstellbereich sind heutzutage sogar Gabelbäume mit 26 mm Holmdurchmesser nicht unüblich. Sie bieten einen noch größeren Fahrkomfort, sind jedoch je nach Hersteller nur bis 70–85 kg Körpergewicht des Surfers empfohlen. Der reduzierte Holmdurchmesser kann sich wahlweise auf den kompletten Holm (RDM = Reduced Diametre) oder nur auf den Durchmesser im Griffbereich beziehen (RDG = Reduced Diametre Grip). Dies ist insbesondere für Frauen- und Kinderhände eine Erleichterung. Recht jung auf dem Markt ist die V-förmige Holmform, die sich nach innen spitz zuläuft. Diese Variation, die häufig unter der Bezeichnung „V-Grip“ oder „V Line“ angeboten wird, besitzt durch seine Form sowie durch die Doppelwandigkeit eine höhere Steifigkeit und ist darüber hinaus mit weniger Kraftaufwand greifbar.
Um sich mit einem Trapez am Gabelbaum einhängen zu können, muss man auf beiden Seiten des Segels je einen Trapeztampen am Gabelbaumholm anbringen. Diese können dann je nach Trimmung des Segels nach vorne oder hinten verschoben werden.